# Winchester (Nevada)
Winchester ist eine Stadt im US-Bundesstaat Nevada in der urbanen Metropole Las Vegas Valley. Das U.S. Census Bureau hat bei der Volkszählung 2020 eine Einwohnerzahl von 36.403 ermittelt.
Sie enthält einen Teil des Las Vegas Strip und wird postalisch Las Vegas zugeordnet. Postadressen mit „Winchester (NV)“ existieren also nicht.

## Geografie
Winchester befindet sich im östlichen zentralen Bereich des Las Vegas Valley und grenzt im Norden unmittelbar an das Stadtgebiet von Las Vegas an. Im Westen und Süden grenzt sie an Paradise und im Osten liegt Sunrise Manor. In Bezug auf das Straßennetz liegen die Grenzen im Norden an der Sahara Avenue, im Osten am Boulder Highway, im Süden an der Desert Inn Road und im Westen an der Bahnlinie der Union Pacific Railroad. Außerdem gibt es noch ein paar Exklaven westlich der Interstate 15.

## Geschichte
Die Stadt Winchester verdankt ihre Existenz einem Rechtsfehler bei der Gründung von Paradise:
Der südliche Teil des Las Vegas Valley wurde mind. seit 1910 wegen seiner Quellen als Paradise Valley bezeichnet. 1914 errichtete die Verwaltung des County dort einen Schuldistrikt.
1950 wollte Mayor Ernie Cragin von Las Vegas den auf nicht zugeordnetem Gebiet liegenden Las Vegas Strip annektieren, um die Steuereinnahmen der Stadt zu erhöhen.
Eine Gruppe Casinobesitzer unter der Führung von Gus Greenbaum vom Flamingo, beeinflussten die
Verwaltung des County (Kommission), dem Gebiet einen separaten Stadtstatus zu geben, um so eine Annexion zu vermeiden. Dieses Anliegen wurde umgesetzt und die Stadt Paradise gegründet. Einen Monat später wurden die residenten Bereiche des Valley eingemeindet.
Monate später wurde berichtet, dass die Stadt nicht ordnungsgemäß etabliert wurde, weil die Eingabe zur Gründung unzureichende Unterschriften hatte und das Verbot, mehrere Schuldistrikte zu umfassen, verletzt wurde. Am 20. August 1951 akzeptierte die Kommission Eingaben, zwei neue Städte auf dem Gebiet zu gründen. Ein Teil A mit dem Schuldistrikt von Las Vegas und ein Teil B mit dem Schuldistrikt von Paradise. 1953 wurde Teil A in Winchester umbenannt. Letztendlich wurden 1956 alle örtlichen Schuldistrikte des Clark County zu einem einzigen zusammengefasst.

## Einrichtungen
Auf dem Stadtgebiet befinden sich die Haltestelle „Westgate“ der Einschienenbahn, ein Golfplatz, welcher einen erheblichen Teil des Stadtgebiets umfasst, und das Circus Circus Hotel. Darüber hinaus steht dort das Sunrise Hospital & Medical Center.